# Henry Wood Elliott
Henry Wood Elliott (1846-1930) était un peintre aquarelliste américain spécialisé dans les représentations des éléments naturels et humains de l'Alaska.  
Un de ses sujets de prédilection était les Amérindiens de l'Alaska, avec pour sujet principal de l'œuvre le paysage environnant ou les activités et objets artisanaux, dans le but de garder une trace d'un mode de vie en voie de disparition. Bien que représentant les personnages d'une manière stéréotypée, il apportait de nombreux détails dans la représentation des vêtements, des maisons et des outils de la vie quotidienne. 
Il publia en 1886 Our Arctic province: Alaska and the Seal islands.
Une partie de la collection des œuvres d'Henry Wood Elliott est actuellement en possession des Smithsonian's National Anthropological Archives.